# Dywizje pancerne (ZSRR)
Dywizje pancerne Armii Czerwonej były jednymi z najważniejszych formacji zbrojnych Armii Czerwonej, odgrywając kluczową rolę w operacjach wojskowych podczas II wojny światowej oraz w okresie zimnej wojny. Stanowiły fundament sowieckiej doktryny wojskowej, opartej na szybkim przełamywaniu linii wroga i głębokich operacjach ofensywnych. Formowane były na podstawie decyzji SNK ZSSR od 6 lipca 1940 r. do 1946 r.

## Historia
Pierwsze jednostki pancerne zaczęły powstawać w latach 30. XX wieku, w oparciu o doświadczenia z wojny domowej w Rosji oraz obserwacje konfliktów zbrojnych za granicą, takich jak hiszpańska wojna domowa. Początkowo dywizje pancerne rozwijano w ramach eksperymentalnych struktur, jednak ich znaczenie wzrosło wraz z rozwojem technologii czołgowej i mobilnych taktyk wojskowych.
W czasie II wojny światowej dywizje pancerne odegrały decydującą rolę w kluczowych bitwach, takich jak bitwa pod Kurskiem czy operacja Bagration. Zastosowanie czołgów T-34, uznawanych za jedne z najlepszych w swojej klasie, było kamieniem milowym w rozwoju radzieckich sił pancernych.

## Struktura organizacyjna
Etatowa struktura dywizji pancernej w połowie 1940 roku:
- dowództwo dywizji według etatu 010/10 – 183 żołnierzy,
- dwa pułki czołgów, każdy według etatu 010/16 – 2 038 żołnierzy, 52 czołgi ciężkie, 103 czołgi średnie, 27 czołgów chemicznych (miotaczy ognia), 9 czołgów lekkich, 17 średnich samochodów pancernych, 6 lekkich samochodów pancernych,
- pułk zmotoryzowany według etatu 010/15 – 3 280 żołnierzy, 5 średnich samochodów pancernych, 12 lekkich samochodów pancernych, 4 armaty kalibru 76 mm, 27 moździerzy 50 mm, 18 moździerzy 82 mm,
- pułk artylerii haubic według etatu 010/17 – 1 098 żołnierzy, 12 haubic 152 mm, 13 haubic 122 mm,
- batalion rozpoznawczy według etatu 010/11 – 414 żołnierzy, 19 czołgów BT, 12 średnich samochodów pancernych, 6 lekkich samochodów pancernych,
- batalion łączności 010/12 - 287 żołnierzy, 1 czołg ciężki, 4 czołgi średnie, 7 czołgów BT, 5 średnich samochodów pancernych, 5 lekkich samochodów pancernych,
- dywizjon artylerii przeciwlotniczej według etatu 010/14 – 283 żołnierzy, 12 armat przeciwlotniczych 37 mm,
- batalion pontonowo - mostowy według etatu 10/19 – 361 żołnierzy,
- transportowy batalion samochodowy według etatu 010/977 – 291 żołnierzy,
- batalion remontowy według etatu 010/976 – 179 żołnierzy,
- batalion medyczno-sanitarny według etatu 5/79 – 25 żołnierzy (etat pokojowy),
- kompania regulacji według etatu 010/13 – 67 żołnierzy[1].

Pułk czołgów według etatu:
- dowództwo pułku,
  - kompania dowodzenia,
- kompania zwiadu,
- kompania saperów,
- kompania remontowa,
- batalion czołgów ciężkich 31 KW-1/KW-2,
- 2 bataliony czołgów średnich po 52 T-34,
- batalion czołgów z miotaczami płomieni (chemicznych).

Pułk zmotoryzowany według etatu:
- dowództwo pułku,
  - kompania dowodzenia,
- kompania zwiadu,
- kompania saperów,
- bateria armat (4 armaty 76 mm),
- 3 zmotoryzowane bataliony w każdym:
  - 3 kompanie strzeleckie,
  - kompania moździerzy (6 moździerzy 82 mm).

Pułk artylerii haubic według etatu: 
- dowództwo pułku,
- dywizjon haubic 122 mm 
  - 3 baterie po 4 haubice,
- dywizjon haubic 152 mm 
  - 3 baterie po 4 haubice.

Batalion zwiadowczy według etatu:
- pluton dowodzenia,
- kompania czołgów,
- kompania średnich samochodów pancernych,
- kompania lekkich samochodów pancernych,
- kompania motocyklowa,
- kompania przeciwlotnicza (4 armaty 37 mm, 12 DSZK)
- bateria (6 armat DRP).

Etat dywizji pancernej w 1941 roku przewidywał następujące stany: 
- 10 942 ludzi,
- 375 czołgów 63 ciężkie KW-1/KW-2, 210 średnich T-34, 26 BT, 76 T-26 (w tym 54 z miotaczami płomieni);
- 95 samochodów pancernych: 56 BA-10 i 39 BA-20;
- 12 haubic 122 mm;
- 12 haubic 152 mm;
- 4 armaty 76 mm;
- 12 automatycznych przeciwlotniczych dział 37 mm;
- 18 moździerzy 82 mm;
- 27 moździerzy 50 mm;
- 122 ręczne karabiny maszynowe;
- 390 pistoletów maszynowych;
- 1 528 karabinków automatycznych;
- 1 360 samochodów;
- 84 traktory;
- 380 motocykli.

## Lista dywizji pancernych ZSRR

### 1. Dywizja Pancerna
Sformowana w Leningradzkim Okręgu Wojskowym. W jej skład wchodziły: 
- 1. pułk czołgów,
- 2. pułk czołgów,
- 1. pułk piechoty zmotoryzowanej,
- pułk artylerii,
- dywizjon artylerii przeciwlotniczej,
- batalion rozpoznawczy,
- inne służby.

W czerwcu 1941 roku dywizja została wyłączona ze składu 1. Korpusu Zmechanizowanego i wysłana na północ do Ałakurtti (obwód murmański). Walczyła tam w składzie 14. Armii Frontu Północnego. We wrześniu 1941 toczyła walki w składzie Frontu Leningradzkiego. Rozformowana została oficjalnie 20 września 1941 r. Od 18 sierpnia do 21 września 1941 r. nazwę 1 Dywizja Pancerna nosiła 1 Dywizja Strzelców Zmotoryzowanych.

### 2. Dywizja Pancerna
Sformowana w Nadbałtyckim Specjalnym Okręgu Wojskowym. W jej skład wchodziły: 
- 3. pułk czołgów,
- 4. pułk czołgów,
- 2. pułk piechoty zmotoryzowanej,
- pułk artylerii,
- dywizjon artylerii przeciwlotniczej,
- batalion rozpoznawczy,
- inne służby.

W czerwcu 1941 roku stanowiła część 3. Korpusu Zmechanizowanego 11. Armii, a od 1 lipca 1941 roku 4. Armii. Rozformowana została 16 lipca 1941 roku. 

### 3. Dywizja Pancerna
Dywizja utworzona  w Leningradzkim Okręgu Wojskowym.  W jej skład wchodziły: 
- 5. pułk czołgów,
- 6. pułk czołgów,
- 3. pułk piechoty zmotoryzowanej,
- pułk artylerii,
- dywizjon artylerii przeciwlotniczej,
- batalion rozpoznawczy,
- inne służby.

W czerwcu 1941 roku wchodziła w skład 1 Korpusu Zmechanizowanego 14 Armii Frontu Północnego.

### 4. Dywizja Pancerna
Sformowana została w Zachodnim Specjalnym Okręgu Wojskowym. W jej skład wchodziły: 
- 7. pułk czołgów,
- 8. pułk czołgów,
- 4. pułk piechoty zmotoryzowanej,
- pułk artylerii,
- dywizjon artylerii przeciwlotniczej,
- batalion rozpoznawczy,
- inne służby.

W czerwcu 1941 roku wchodziła w skład 6. Korpusu Zmechanizowanego 10. Armii Frontu Zachodniego.

### 5. Dywizja Pancerna
Sformowana została w Nadbałtyckim Specjalnym Okręgu Wojskowym. W jej skład wchodziły:
- 9. pułk czołgów,
- 10. pułk czołgów,
- pułk piechoty zmotoryzowanej,
- pułk artylerii,
- dywizjon artylerii przeciwlotniczej,
- batalion rozpoznawczy,
- inne służby.

W czerwcu 1941 roku wchodziła w skład 3. Korpusu Zmechanizowanego 11. Armii,

### 6. Dywizja Pancerna
Sformowana została w Zakaukaski Okręg Wojskowy. W jej skład wchodziły: 
- 11. pułk czołgów,
- 12. pułk czołgów,
- pułk piechoty zmotoryzowanej,
- pułk artylerii,
- dywizjon artylerii przeciwlotniczej,
- batalion rozpoznawczy,
- inne służby.

W czerwcu 1941 roku wchodziła w skład 28. Korpusu Zmechanizowanego.

### 7. Dywizja Pancerna
Sformowana została w Zachodnim Specjalnym Okręgu Wojskowym. W jej skład wchodziły: 
- 13. pułk czołgów,
- 14. Pułk pancerny,
- pułk piechoty zmotoryzowanej,
- pułk artylerii,
- dywizjon artylerii przeciwlotniczej,
- batalion rozpoznawczy,
- inne służby.

W czerwcu 1941 roku wchodziła w skład 6. Korpusu Zmechanizowanego.

### 8. Dywizja Pancerna
Sformowana została w Kijowskim Specjalnym Okręgu Wojskowym. W jej skład wchodziły: 
- 15. pułk czołgów,
- 16. pułk czołgów,
- pułk piechoty zmotoryzowanej,
- pułk artylerii,
- dywizjon artylerii przeciwlotniczej,
- batalion rozpoznawczy,
- inne służby.

W czerwcu 1941 roku wchodziła w skład 4. Korpusu Zmechanizowanego 6. Armii Frontu Południowo-Zachodniego.
Na bazie resztek dywizji została sformowana 130. Brygada Pancerna. Od grudnia 1942 nosiła nazwę 26. Gwardyjska Brygada Pancerna.

### 9. Dywizja Pancerna
Sformowana została w Środkowoazjatyckim Okręgu Wojskowym. W jej skład wchodziły: 
- 17. pułk czołgów,
- 18. pułk czołgów,
- pułk piechoty zmotoryzowanej,
- pułk artylerii,
- dywizjon artylerii przeciwlotniczej,
- batalion rozpoznawczy,
- inne służby.

W czerwcu 1941 roku wchodziła w skład 27. Korpusu Zmechanizowanego.

### 10. Dywizja Pancerna
Sformowana została w Kijowskim Specjalnym Okręgu Wojskowym. W jej skład wchodziły: 
- 19. pułk czołgów,
- 20. pułk czołgów,
- pułk piechoty zmotoryzowanej,
- pułk artylerii,
- dywizjon artylerii przeciwlotniczej,
- batalion rozpoznawczy,
- inne służby.

W czerwcu 1941 roku wchodziła w skład 15. Korpusu Zmechanizowanego Frontu Południowo-Zachodniego.
Na bazie resztek dywizji zostały sformowane:
- 131. Brygada Pancerna - 23 sierpnia 1941,
- 133. Brygada Pancerna (rejon Charkowa) - we wrześniu 1941.[3]

### 11. Dywizja Pancerna
Sformowana została w Odeskim Okręgu Wojskowym. W jej skład wchodziły: 
- 21. pułk czołgów,
- 22. pułk czołgów,
- pułk piechoty zmotoryzowanej,
- pułk artylerii,
- dywizjon artylerii przeciwlotniczej,
- batalion rozpoznawczy,
- inne służby.

W czerwcu 1941 roku wchodziła w skład 2. Korpusu Zmechanizowanego 9. Armii.
Na bazie resztek dywizji została sformowana 132. Brygada Pancerna, od stycznia 1942 roku nosząca nazwę 4. Gwardyjska Brygada Pancerna.

### 12. Dywizja Pancerna
Sformowana została w Kijowskim Specjalnym Okręgu Wojskowym. W jej skład wchodziły: 
- 23. pułk czołgów,
- 24. pułk czołgów,
- pułk piechoty zmotoryzowanej,
- pułk artylerii,
- dywizjon artylerii przeciwlotniczej,
- batalion rozpoznawczy,
- inne służby.

W czerwcu 1941 roku wchodziła w skład 8. Korpusu Zmechanizowanego 26. Armii. 

### 13. Dywizja Pancerna
W jej skład wchodziły: 
- 25. pułk czołgów,
- 26. pułk czołgów,
- pułk piechoty zmotoryzowanej,
- pułk artylerii,
- dywizjon artylerii przeciwlotniczej,
- batalion rozpoznawczy,
- inne służby.

W czerwcu 1941 roku wchodziła w skład 5. Korpusu Zmechanizowanego 16. Armii. 

### 14. Dywizja Pancerna
W jej skład wchodziły: 
- 27. pułk czołgów,
- 28. pułk czołgów,
- pułk piechoty zmotoryzowanej,
- pułk artylerii,
- dywizjon artylerii przeciwlotniczej,
- batalion rozpoznawczy,
- inne służby.

W czerwcu 1941 roku wchodziła w skład 7. Korpusu Zmechanizowanego 20. Armii Frontu Zachodniego.

### 15. Dywizja Pancerna
Sformowana została w Kijowskim Specjalnym Okręgu Wojskowym. W jej skład wchodziły: 
- 29. pułk czołgów,
- 30. pułk czołgów,
- pułk piechoty zmotoryzowanej,
- pułk artylerii,
- dywizjon artylerii przeciwlotniczej,
- batalion rozpoznawczy,
- inne służby.

W czerwcu 1941 roku wchodziła w skład 16. Korpusu Zmechanizowanego 12. Armii.

### 16. Dywizja Pancerna
Sformowana została w Odeskim Okręgu Wojskowym. W jej skład wchodziły: 
- 31. pułk czołgów,
- 149. pułk czołgów,
- pułk piechoty zmotoryzowanej,
- pułk artylerii,
- dywizjon artylerii przeciwlotniczej,
- batalion rozpoznawczy,
- inne służby.

W czerwcu 1941 roku wchodziła w skład 2. Korpusu Zmechanizowanego 9. Armii. 

### 17. Dywizja Pancerna
W jej skład wchodziły: 
- 33. pułk czołgów,
- 34. Pułk pancerne,
- pułk piechoty zmotoryzowanej,
- pułk artylerii,
- dywizjon artylerii przeciwlotniczej,
- batalion rozpoznawczy,
- inne służby.

W czerwcu 1941 roku wchodziła w skład 5. Korpusu Zmechanizowanego 16. Armii. 

### 18. Dywizja Pancerna
Sformowana została w Moskiewskim Okręgu Wojskowym. W jej skład wchodziły: 
- 35. pułk czołgów,
- 36. pułk czołgów,
- pułk piechoty zmotoryzowanej,
- pułk artylerii,
- dywizjon artylerii przeciwlotniczej,
- batalion rozpoznawczy,
- inne służby.

W czerwcu 1941 roku wchodziła w skład 7. Korpusu Zmechanizowanego 20. Armii. 

### 19. Dywizja Pancerna
Sformowana została w Kijowskim Specjalnym Okręgu Wojskowym. W jej skład wchodziły: 
- 37. pułk czołgów,
- 38. pułk czołgów,
- pułk piechoty zmotoryzowanej,
- pułk artylerii,
- dywizjon artylerii przeciwlotniczej,
- batalion rozpoznawczy,
- inne służby.

W czerwcu 1941 roku wchodziła w skład 22. Korpusu Zmechanizowanego 5. Armii. 

### 20. Dywizja Pancerna
Dywizja została sformowana w lipcu 1940 roku w ramach tworzonego 9. Korpusu Zmechanizowanego w Kijowskim Specjalnym Okręgu Wojskowym, stacjonowała zaś w Szepietówce. W jej skład wchodziły:
- 39. pułk czołgów,
- 40. pułk czołgów,
- pułk piechoty zmotoryzowanej,
- pułk artylerii haubic,
- batalion rozpoznawczy,
- samodzielny dywizjon artylerii przeciwlotniczej,
- samodzielny batalion łączności,
- batalion pontonowo – mostowy,
- batalion transportowy,
- batalion remontowy,

### 21. Dywizja Pancerna
Sformowana została w Leningradzkim Okręgu Wojskowym. W jej skład wchodziły: 
- 41. pułk czołgów,
- 42. pułk czołgów,
- pułk piechoty zmotoryzowanej,
- pułk artylerii,
- dywizjon artylerii przeciwlotniczej,
- batalion rozpoznawczy,
- inne służby.

W czerwcu 1941 roku wchodziła w skład 10. Korpusu Zmechanizowanego 3. Armii. 

### 22. Dywizja Pancerna
Sformowana została w Zachodnim Specjalnym Okręgu Wojskowym. W jej skład wchodziły: 
- 43. pułk czołgów,
- 44. pułk czołgów,
- pułk piechoty zmotoryzowanej,
- pułk artylerii,
- dywizjon artylerii przeciwlotniczej,
- batalion rozpoznawczy,
- inne służby.

W czerwcu 1941 roku wchodziła w skład 14. Korpusu Zmechanizowanego 4. Armii. 

### 23. Dywizja Pancerna
Sformowana została w Nadbałtyckim Specjalnym Okręgu Wojskowym. W jej skład wchodziły: 
- 45. pułk czołgów,
- 144. pułk czołgów,
- pułk piechoty zmotoryzowanej,
- pułk artylerii,
- dywizjon artylerii przeciwlotniczej,
- batalion rozpoznawczy,
- inne służby.

W czerwcu 1941 roku wchodziła w skład 12. Korpusu Zmechanizowanego 8. Armii. 

### 24. Dywizja Pancerna
Sformowana została w Leningradzkim Okręgu Wojskowym. W jej skład wchodziły: 
- 48. pułk czołgów,
- 49. pułk czołgów,
- pułk piechoty zmotoryzowanej,
- pułk artylerii,
- dywizjon artylerii przeciwlotniczej,
- batalion rozpoznawczy,
- inne służby.

W czerwcu 1941 roku wchodziła w skład 10. Korpusu Zmechanizowanego 3. Armii. 

### 25. Dywizja Pancerna
Sformowana została w Zachodnim Specjalnym Okręgu Wojskowym. W jej skład wchodziły: 
- 50. pułk czołgów,
- 113. pułk czołgów,
- pułk piechoty zmotoryzowanej,
- pułk artylerii,
- dywizjon artylerii przeciwlotniczej,
- batalion rozpoznawczy,
- inne służby.

W czerwcu 1941 roku wchodziła w skład 13. Korpusu Zmechanizowanego.

### 26. Dywizja Pancerna
Sformowana została w Zachodnim Specjalnym Okręgu Wojskowym. W jej skład wchodziły: 
- 51. pułk czołgów,
- 52. pułk czołgów,
- pułk piechoty zmotoryzowanej,
- pułk artylerii,
- dywizjon artylerii przeciwlotniczej,
- batalion rozpoznawczy,
- inne służby.

W czerwcu 1941 roku wchodziła w skład 20. Korpusu Zmechanizowanego.

### 27. Dywizja Pancerna
Sformowana została w Zachodnim Specjalnym Okręgu Wojskowym. W jej skład wchodziły: 
- 54. pułk czołgów,
- 140. pułk czołgów,
- pułk piechoty zmotoryzowanej,
- pułk artylerii,
- dywizjon artylerii przeciwlotniczej,
- batalion rozpoznawczy,
- inne służby.

W czerwcu 1941 roku wchodziła w skład 17. Korpusu Zmechanizowanego.

### 28. Dywizja Pancerna
Sformowana została w Nadbałtyckim Specjalnym Okręgu Wojskowym. W jej skład wchodziły:
- 55. pułk czołgów,
- 56. pułk czołgów,
- pułk piechoty zmotoryzowanej,
- pułk artylerii,
- dywizjon artylerii przeciwlotniczej,
- batalion rozpoznawczy,
- inne służby.

W czerwcu 1941 roku wchodziła w skład 12. Korpusu Zmechanizowanego 8. Armii. 

### 29. Dywizja Pancerna
Sformowana została w Zachodnim Specjalnym Okręgu Wojskowym. W jej skład wchodziły: 
- 57. pułk czołgów,
- 59. pułk czołgów,
- pułk piechoty zmotoryzowanej,
- pułk artylerii,
- dywizjon artylerii przeciwlotniczej,
- batalion rozpoznawczy,
- inne służby.

W czerwcu 1941 roku wchodziła w skład 11. Korpusu Zmechanizowanego 3. Armii. 

### 30. Dywizja Pancerna
Sformowana została w Zachodnim Specjalnym Okręgu Wojskowym. W jej skład wchodziły: 
- 60. pułk czołgów,
- 61. pułk czołgów,
- pułk piechoty zmotoryzowanej,
- pułk artylerii,
- dywizjon artylerii przeciwlotniczej,
- batalion rozpoznawczy,
- inne służby.

W czerwcu 1941 roku była częścią 14. Korpusu Zmechanizowanego 4. Armii. 

### 31. Dywizja Pancerna
Sformowana została w Zachodnim Specjalnym Okręgu Wojskowym. W jej skład wchodziły: 
- 46. pułk czołgów,
- 148. pułk czołgów,
- pułk piechoty zmotoryzowanej,
- pułk artylerii,
- dywizjon artylerii przeciwlotniczej,
- batalion rozpoznawczy,
- inne służby.

W czerwcu 1941 roku była częścią 13. Korpusu Zmechanizowanego.

### 32. Dywizja Pancerna
Sformowana została w Kijowskim Specjalnym Okręgu Wojskowym. W jej skład wchodziły: 
- 63. pułk czołgów,
- 64. pułk czołgów,
- pułk piechoty zmotoryzowanej,
- pułk artylerii,
- dywizjon artylerii przeciwlotniczej,
- batalion rozpoznawczy,
- inne służby.

W czerwcu 1941 roku była częścią 4. Korpusu Zmechanizowanego 6. Armii. 

#### Działania
- 23 czerwca 1941 dowódca 6. Armii I. Muzyczenko wydał rozkaz (na rozkaz dowódcy frontu) dla 4. Korpusu Zmechanizowanego, nakazujący przeprowadzenie płytkiego uderzenia na zgrupowanie parchaczewskie (na południe od Krystynopola), a następnie zebranie się w rejonie wyjściowym. Do realizacji tego zadania dowódca Korpusu wydzielił 32. Dywizję Pancerną, której nakazał wykonanie ataku, lecz podczas jej marszu o godzinie 10:00 nadeszły nowe rozkazy. Tym razem dywizja miała wyprzeć oddziały niemieckie z rejonu Wielkich Mostów. W toku realizacji tego zadania wydzielony został 64. pułk czołgów do wsparcia 3. Dywizji Kawalerii w celu zwalczania niemieckiej 9. Dywizji Piechoty. Wieczorem otrzymano nowe dyrektywy od dowództwa 6. Armii. Tym razem 32. Dywizja Pancerna została skierowana do zatrzymania natarcia niemieckiego (w sile 300 czołgów wspartych piechotą) w rejonie Kamionki Strumiłowskiej. Tego dnia 32. Dywizja Pancerna musiała więc oprócz staczanych walk wykonywać długie marsze (odległość ok. 100 km).

- 24 czerwca walki nie ustały nawet z nastaniem nocy. 32. Dywizja Pancerna otrzymała rozkaz wymarszu w rejon Jaworowa (miała wykonać zadanie 8. Korpusu Zmechanizowanego). Rejon wskazany rozkazem osiągnęła w nocy z 24 na 25 czerwca. Równocześnie do walki w rejonie wszedł Łucki 9. Korpus Zmechanizowany.

#### Rozformowanie
W dniu 12 lipca w rejonie Kijowa dywizja przekazała wyposażenie bojowe do 8. Dywizji Pancernej. Na bazie dywizji we wrześniu 1941 roku zostały sformowane:
- 1. Brygada Pancerna,
- 8. Brygada Pancerna[2].

### 33. Dywizja Pancerna
Sformowana została w Zachodnim Specjalnym Okręgu Wojskowym. W jej skład wchodziły: 
- 65. pułk czołgów,
- 66. pułk czołgów,
- pułk piechoty zmotoryzowanej,
- pułk artylerii,
- dywizjon artylerii przeciwlotniczej,
- batalion rozpoznawczy,
- inne służby.

W czerwcu 1941 roku była częścią 11. Korpusu Zmechanizowanego 3. Armii. 

### 34. Dywizja Pancerna
Sformowana została w Kijowskim Specjalnym Okręgu Wojskowym. W jej skład wchodziły: 
- 67. pułk czołgów,
- 68. pułk czołgów,
- pułk piechoty zmotoryzowanej,
- pułk artylerii,
- dywizjon artylerii przeciwlotniczej,
- batalion rozpoznawczy,
- inne służby.

W czerwcu 1941 roku była częścią 8. Korpusu Zmechanizowanego 26. Armii. 

### 35. Dywizja Pancerna
Sformowana została w Kijowskim Specjalnym Okręgu Wojskowym. W jej skład wchodziły: 
- 69. pułk czołgów,
- 70. pułk czołgów,
- pułk piechoty zmotoryzowanej,
- pułk artylerii,
- dywizjon artylerii przeciwlotniczej,
- batalion rozpoznawczy,
- inne służby.

W czerwcu 1941 roku była częścią 9. Korpusu Zmechanizowanego. 

### 36. Dywizja Pancerna
Sformowana została w Zachodnim Specjalnym Okręgu Wojskowym. W jej skład wchodziły: 
- 71. pułk czołgów,
- 72. pułk czołgów,
- pułk piechoty zmotoryzowanej,
- pułk artylerii,
- dywizjon artylerii przeciwlotniczej,
- batalion rozpoznawczy
- inne służby.

W czerwcu 1941 roku była częścią 17. Korpusu Zmechanizowanego.

### 37. Dywizja Pancerna
Sformowana została w Kijowskim Specjalnym Okręgu Wojskowym. W jej skład wchodziły: 
- 73. pułk czołgów,
- 74. pułk czołgów,
- pułk piechoty zmotoryzowanej,
- pułk artylerii,
- dywizjon artylerii przeciwlotniczej,
- batalion rozpoznawczy,
- inne służby.

W czerwcu 1941 roku była częścią 15. Korpusu Zmechanizowanego

### 38. Dywizja Pancerna
Sformowana została w Zachodnim Specjalnym Okręgu Wojskowym. W jej skład wchodziły: 
- 75. pułk czołgów,
- 76. pułk czołgów,
- pułk piechoty zmotoryzowanej,
- pułk artylerii,
- dywizjon artylerii przeciwlotniczej,
- batalion rozpoznawczy,
- inne służby.

W czerwcu 1941 roku była częścią 20. Korpusu Zmechanizowanego.

### 39. Dywizja Pancerna
Sformowana została w Kijowskim Specjalnym Okręgu Wojskowym. W jej skład wchodziły: 
- 77. pułk czołgów,
- 78. pułk czołgów,
- pułk piechoty zmotoryzowanej,
- pułk artylerii,
- dywizjon artylerii przeciwlotniczej,
- batalion rozpoznawczy,
- inne służby.

W czerwcu 1941 roku była częścią 16. Korpusu Zmechanizowanego 12. Armii. 

### 40. Dywizja Pancerna
Sformowana została w Kijowskim Specjalnym Okręgu Wojskowym. W jej skład wchodziły: 
- 79. pułk czołgów,
- 80. pułk czołgów,
- pułk piechoty zmotoryzowanej,
- pułk artylerii,
- dywizjon artylerii przeciwlotniczej,
- batalion rozpoznawczy,
- inne służby.

W czerwcu 1941 roku była częścią 19. Korpusu Zmechanizowanego.

### 41. Dywizja Pancerna
Sformowana została w Kijowskim Specjalnym Okręgu Wojskowym. W jej skład wchodziły: 
- 81. pułk czołgów,
- 82. pułk czołgów,
- pułk piechoty zmotoryzowanej,
- pułk artylerii,
- dywizjon artylerii przeciwlotniczej,
- batalion rozpoznawczy,
- inne służby.

W czerwcu 1941 roku była częścią 22. Korpusu Zmechanizowanego 5. Armii. 

### 42. Dywizja Pancerna
Sformowana została w Moskiewskim Okręgu Wojskowym. W jej skład wchodziły: 
- 83. pułk czołgów,
- 84. pułk czołgów,
- pułk piechoty zmotoryzowanej,
- pułk artylerii,
- dywizjon artylerii przeciwlotniczej,
- batalion rozpoznawczy,
- inne służby.

W czerwcu 1941 roku była częścią wojsk 21. Korpusu Zmechanizowanego.
Na bazie resztek dywizji została sformowana 42. Brygada Pancerna wyposażona w czołgi:
- 7 KW-1,
- 22 T-34,
- 32 T-40.

Ta formacja została rozbita w listopadzie 1941 roku pod Briańskiem.

### 43. Dywizja Pancerna
Sformowana została w Kijowskim Specjalnym Okręgu Wojskowym. W jej skład wchodziły:
- 85. pułk czołgów,
- 86. pułk czołgów,
- pułk piechoty zmotoryzowanej,
- pułk artylerii,
- dywizjon artylerii przeciwlotniczej,
- batalion rozpoznawczy,
- inne służby.

W czerwcu 1941 roku była częścią 19. Korpusu Zmechanizowanego.

### 44. Dywizja Pancerna
Sformowana została w 9. Armii, w Odeskim Okręgu Wojskowym. W jej skład wchodziły: 
- 87. pułk czołgów,
- 88. pułk czołgów,
- pułk piechoty zmotoryzowanej,
- pułk artylerii,
- dywizjon artylerii przeciwlotniczej,
- batalion rozpoznawczy,
- inne służby.

W czerwcu 1941 roku była częścią 18. Korpusu Zmechanizowanego.

### 45. Dywizja Pancerna
Sformowana została w Kijowskim Specjalnym Okręgu Wojskowym. W jej skład wchodziły: 
- 89. pułk czołgów,
- 90. pułk czołgów,
- pułk piechoty zmotoryzowanej,
- pułk artylerii,
- dywizjon artylerii przeciwlotniczej,
- batalion rozpoznawczy,
- inne służby.

W czerwcu 1941 roku była częścią 24. Korpusu Zmechanizowanego.

### 46. Dywizja Pancerna
Sformowana została w Moskiewskim Okręgu Wojskowym. W jej skład wchodziły: 
- 91. pułk czołgów,
- 92. pułk czołgów,
- pułk piechoty zmotoryzowanej,
- pułk artylerii,
- dywizjon artylerii przeciwlotniczej,
- batalion rozpoznawczy,
- inne służby.

W czerwcu 1941 roku była częścią wojsk 21. Korpusu Zmechanizowanego.

### 47. Dywizja Pancerna
Sformowana została w Odeskim Okręgu Wojskowym. W jej skład wchodziły: 
- 93. pułk czołgów,
- 94. pułk czołgów,
- pułk piechoty zmotoryzowanej,
- pułk artylerii,
- dywizjon artylerii przeciwlotniczej,
- batalion rozpoznawczy,
- inne służby.

W czerwcu 1941 roku była częścią 18. Korpusu Zmechanizowanego 9 Armii. 

### 48. Dywizja Pancerna
Sformowana została w Orłowskim Okręgu Wojskowym. W jej skład wchodziły: 
- 95. pułk czołgów,
- 96. pułk czołgów,
- pułk piechoty zmotoryzowanej,
- pułk artylerii,
- dywizjon artylerii przeciwlotniczej,
- batalion rozpoznawczy,
- inne służby.

W czerwcu 1941 roku była częścią 23. Korpusu Zmechanizowanego.

### 49. Dywizja Pancerna
Sformowana została w Kijowskim Specjalnym Okręgu Wojskowym. W jej skład wchodziły:
- 97. pułk czołgów,
- 98. pułk czołgów,
- pułk piechoty zmotoryzowanej,
- pułk artylerii,
- dywizjon artylerii przeciwlotniczej,
- batalion rozpoznawczy,
- inne służby.

W czerwcu 1941 roku była częścią 24. Korpusu Zmechanizowanego.

### 50. Dywizja Pancerna
W jej skład wchodziły: 
- 99. pułk czołgów,
- 100. pułk czołgów,
- pułk piechoty zmotoryzowanej,
- pułk artylerii,
- dywizjon artylerii przeciwlotniczej,
- batalion rozpoznawczy,
- inne służby.

W czerwcu 1941 roku była częścią 25. Korpusu Zmechanizowanego 21. Armii.

### 51. Dywizja Pancerna
Sformowana została w Orłowskim Okręgu Wojskowym. W jej skład wchodziły: 
- 101. pułk czołgów,
- 102. pułk czołgów,
- pułk piechoty zmotoryzowanej,
- pułk artylerii,
- dywizjon artylerii przeciwlotniczej,
- batalion rozpoznawczy,
- inne służby.

W czerwcu 1941 roku była częścią 23. Korpusu Zmechanizowanego.

### 52. Dywizja Pancerna
Sformowana została w Północnokaukaskim Okręgu Wojskowym. W jej skład wchodziły: 
- 104. pułk czołgów,
- 105. pułk czołgów,
- pułk piechoty zmotoryzowanej,
- pułk artylerii,
- dywizjon artylerii przeciwlotniczej,
- batalion rozpoznawczy,
- inne służby.

W czerwcu 1941 roku była częścią 26. Korpusu Zmechanizowanego.

### 53. Dywizja Pancerna
Sformowana została w Środkowoazjatyckim Okręgu Wojskowym. W jej skład wchodziły: 
- 106. pułk czołgów,
- 107. pułk czołgów,
- pułk piechoty zmotoryzowanej,
- pułk artylerii,
- dywizjon artylerii przeciwlotniczej,
- batalion rozpoznawczy,
- inne służby.

W czerwcu 1941 roku byłą częścią 27. Korpusu Zmechanizowanego.

### 54. Dywizja Pancerna
Sformowana została w Zakaukaskim Okręgu Wojskowym. W jej skład wchodziły: 
- 108. pułk czołgów,
- 109. pułk czołgów,
- pułk piechoty zmotoryzowanej,
- pułk artylerii,
- dywizjon artylerii przeciwlotniczej,
- batalion rozpoznawczy,
- inne służby.

W czerwcu 1941 roku byłą częścią 28. Korpusu Zmechanizowanego.

### 55. Dywizja Pancerna
Sformowana została w Charkowskim Okręgu Wojskowym. W jej skład wchodziły: 
- 110. pułk czołgów,
- 111. pułk czołgów,
- pułk piechoty zmotoryzowanej,
- pułk artylerii,
- dywizjon artylerii przeciwlotniczej,
- batalion rozpoznawczy,
- inne służby.

W czerwcu 1941 roku w składzie 25. Korpusu Zmechanizowanego 21. Armii.

### 56. Dywizja Pancerna
Sformowana w Północnokaukaskim Okręgu Wojskowym. W jej skład wchodziły: 
- 112. pułk czołgów,
- 113. pułk czołgów,
- pułk piechoty zmotoryzowanej,
- pułk artylerii,
- dywizjon artylerii przeciwlotniczej,
- batalion rozpoznawczy,
- inne służby.

W czerwcu 1941 roku była częścią 26. Korpusu Zmechanizowanego.

### 57. Dywizja Pancerna
Sformowana została w Zabajkalskim Okręgu Wojskowym. W jej skład wchodziły: 
- 114. pułk czołgów,
- 115. pułk czołgów,
- pułk piechoty zmotoryzowanej,
- pułk artylerii,
- dywizjon artylerii przeciwlotniczej,
- batalion rozpoznawczy,
- inne służby.

W czerwcu 1941 roku była częścią 17. Armii.

### 58. Dywizja Pancerna
Sformowana została z wojsk Frontu Dalekowschodniego. W jej skład wchodziły: 
- 116. pułk czołgów,
- 117. pułk pancerny,
- pułk piechoty zmotoryzowanej,
- pułk artylerii,
- dywizjon artylerii przeciwlotniczej,
- batalion rozpoznawczy,
- inne służby.

W czerwcu 1941 roku była częścią 30. Korpusu Zmechanizowanego 1. Armii Dalekowschodniej.

#### Działania
W listopadzie 1941 roku dołączyła do składu 16. Armii walczącej pod Wołokołamskiem na przedpolach Moskwy. Dywizja była wtedy prawie pozbawiona sprzętu. 23 listopada atakowała bez powodzenia niemieckie oddziały, które wdarły się do miasta Klin. Jej 15 lekkim czołgom Niemcy przeciwstawili 100 swoich.

### 59. Dywizja Pancerna
Sformowana została w Dalekowschodnim Okręgu Wojskowym. W jej skład wchodziły: 
- 118. pułk czołgów,
- 119. pułk czołgów,
- pułk piechoty zmotoryzowanej,
- pułk artylerii,
- dywizjon artylerii przeciwlotniczej,
- batalion rozpoznawczy,
- inne służby.

W czerwcu 1941 roku była częścią 2. Armii wojsk Frontu Daleko-Wschodniego.

### 60. Dywizja Pancerna
Sformowana została w Dalekowschodnim Okręgu Wojskowym. W jej skład wchodziły: 
- 120. pułk czołgów,
- 121. pułk czołgów,
- pułk piechoty zmotoryzowanej,
- pułk artylerii,
- dywizjon artylerii przeciwlotniczej,
- batalion rozpoznawczy,
- inne służby.

W czerwcu 1941 roku była częścią 30. Korpusu Zmechanizowanego

### 61. Dywizja Pancerna
Sformowana została w Zabajkalskim Okręgu Wojskowym. W jej skład wchodziły: 
- 141. pułk czołgów,
- 142. pułk czołgów,
- pułk piechoty zmotoryzowanej,
- pułk artylerii,
- dywizjon artylerii przeciwlotniczej,
- batalion rozpoznawczy,
- inne służby.

W czerwcu 1941 roku była częścią 17. Armii.

### 69. Dywizja Pancerna
Sformowana została w czerwcu 1941 roku jako część 30. Korpusu Zmechanizowanego 1. Armii Dalekowschodniej.

### Ponadto:
- 101. Dywizja Pancerna
- 102. Dywizja Pancerna
- 103. Dywizja Pancerna
- 104. Dywizja Pancerna
- 105. Dywizja Pancerna
- 106. Dywizja Pancerna
- 107. Dywizja Pancerna
- 108. Dywizja Pancerna
- 109. Dywizja Pancerna
- 110. Dywizja Pancerna
- 111. Dywizja Pancerna
- 112. Dywizja Pancerna

## Literatura
- „Rozwój Taktyki Armii Radzieckiej w latach Wielkiej Wojny Narodowej 1941-1945” Praca Zbiorowa wyd. MON Warszawa 1960.
- „Gospodarka Wojenna ZSRR w przededniu wojny” Praca Zbiorowa wyd. Artiem Moskwa 1990. 3. „O Wojnie Ojczyźnianej” Gawrił Popow wyd. Iskry Warszawa 2005.
- Sytuacja militarna Europy w okresie kryzysu politycznego 1938 r.” Marian Zagórniak wyd. PWN Warszawa 1979.
- Działania wojsk zmechanizowanych od natarcia do obrony” Mykoła Horeń wyd. Sim-Ad Kijów 2003.
- Czujkow, W. J. Początek Drogi, Warszawa 1963.
- Greczko, A. Siły Zbrojne Państwa Radzieckiego, Warszawa 1975.
- Guderian, H. Wspomnienia Żołnierza, Warszawa 2003.
- Kazakow M. Nad Mapą Minionych Bitew, Warszawa 1967.
- Kołomyjec, M. Makorow, M. Sowiecka Artyleria Samobieżna 1941 - 1945, Warszawa 2003.
- Magenheimer, H. Hitler Strategia Klęski 1940 - 1945, Warszawa 2004.
- Mellenthin von, F. W, Bitwy Pancerne, Warszawa 2002.
- Skibiński, F. Wojska Pancerne w II Wojnie Światowej, Warszawa 1982.
- Solarz, J. Ledwoch, J. Czołgi Sowieckie 1939 - 1945. Warszawa 1997
- Żukow, G. Wspomnienia i Refleksje, Warszawa 1970.
- Magnuski, J. Czołg Średni T-44, Nowa Technika Wojskowa 1999, nr 12.
- Magnuski, J. JS-2 na Polu Walki, Nowa Technika Wojskowa 2001, nr 6.
- Żukowaski, P. PzKpfw.VI ,,Tiger" Ausf.B, Czy Naprawdę ,,Królewski", Nowa Technika Wojskowa 2000, nr 12.
- Mark Sołonin: 22 czerwca 1941 czyli Jak zaczęła się Wielka Wojna ojczyźniana. Poznań: Dom Wydawniczy Rebis, 2007. ISBN 978-83-7510-130-0.
- Michał Fiszer, Jerzy Gruszczyński. Czołgi T-34 w boju. „Technika Wojskowa Historia”. 4, 2013. Warszawa: Magnum X Sp. z o.o.. ISSN 2080-9743.
- Michał Fiszer, Jerzy Gruszczyński. Czołg średni T-34 - Rusza produkcja wojenna. „Technika Wojskowa Historia”. 6, 2011. Warszawa: Magnum X Sp. z o.o.. ISSN 2080-9743.